# Kofi Danning
Kofi Danning (* 2. März 1991 in Kumasi) ist ein ghanaisch-australischer Fußballspieler. 

## Karriere

### Verein
Der in Ghana geborene Danning wuchs im australischen Canberra auf und unternahm unterklassig beim Canberra FC und den O’Connor Knights seine ersten fußballerischen Schritte im Seniorenbereich. Einem Jahr am Australian Institute of Sport folgte 2008 ein Vertragsangebot für das Jugendteam des Sydney FC in der neu gegründeten A-League National Youth League. Anfang 2009 kam er an den letzten vier Spieltagen für die Profimannschaft in der A-League zum Einsatz. In seinem zweiten Spiel erzielte er gegen Wellington Phoenix kurz vor Spielende den 1:0-Siegtreffer, ein weiterer Treffer folgte am folgenden Spieltag bei der 1:3-Niederlage gegen Queensland Roar. Am 21. Februar gewann er mit dem Sydneyer Nachwuchsteam durch einen 2:0-Erfolg im Finale über Adelaide United die Premierensaison der Youth League. In der folgenden Saison kam Danning weiterhin überwiegend im Nachwuchsteam zum Einsatz, für das Profiteam erzielte er in sieben Einsätzen einen Treffer. In den Play-off-Spielen, die Sydney mit dem Gewinn der Meisterschaft abschloss, wurde Danning nicht eingesetzt. Im Sommer 2011 schloss er sich dann für ein Jahr Brisbane Roar an und war dort, mit einer Unterbrechung bei CS Visé in Belgien, bis 2016 aktiv und gewann dort erneut die nationale Meisterschaft. Dann folgte eine Siaosn bei den Oakleigh Cannons FC in der Victorian Premier League und seit 2018 spielt er wieder unterklassig für seinen ehemaligen Verein Canberra FC.

### Nationalmannschaft
Nachdem die FIFA Mitte 2008 die Spielberechtigungs-Kriterien für Immigranten ohne Wurzeln im betreffenden Land deutlich verschärfte, war unklar, ob Danning für australische Auswahlteams einsatzberechtigt ist. Im August 2009 erhielt er schließlich vom Weltverband die Genehmigung zukünftig für Australien zu spielen. Mit der australischen U-20-Auswahl nahm er daraufhin im September 2009 an der Junioren-Weltmeisterschaft in Ägypten teil, scheiterte mit seinem Team aber bereits in der Vorrunde. Im Offiziellen Turnierbericht wird Danning als einer von drei Spielern seine Teams hervorgehoben und mit den Attributen stark, mobil, unermüdlich, gute Flanken, schnell beschrieben. Auch zwei Jahre später bei der U-20-Weltmeisterschaft in Kolumbien stand Danning erneut im Kader und schied wieder nach der Vorrunde aus.

## Erfolge
- Australischer Meister: 2010, 2012